# 吳達偉 (臺灣)
吳達偉（1984年7月21日—），臺灣機械工程師、網路名人，政治人物。代號zzzzzzzzz9（簡稱Z9），綽號「Z9大神」、「Z9神龍」等，國立臺灣大學機械工程學系學士，曾任職於廣達與華碩。現任新竹市政府勞工及青年處處長。準任臺北市政府青年事務諮詢委員會委員。曾任台灣民眾黨立法委員高虹安國會辦公室主任、國民黨新北市議會黨團顧問。現為台北市政府青年咨詢委員與新竹市勞工及青年處長。

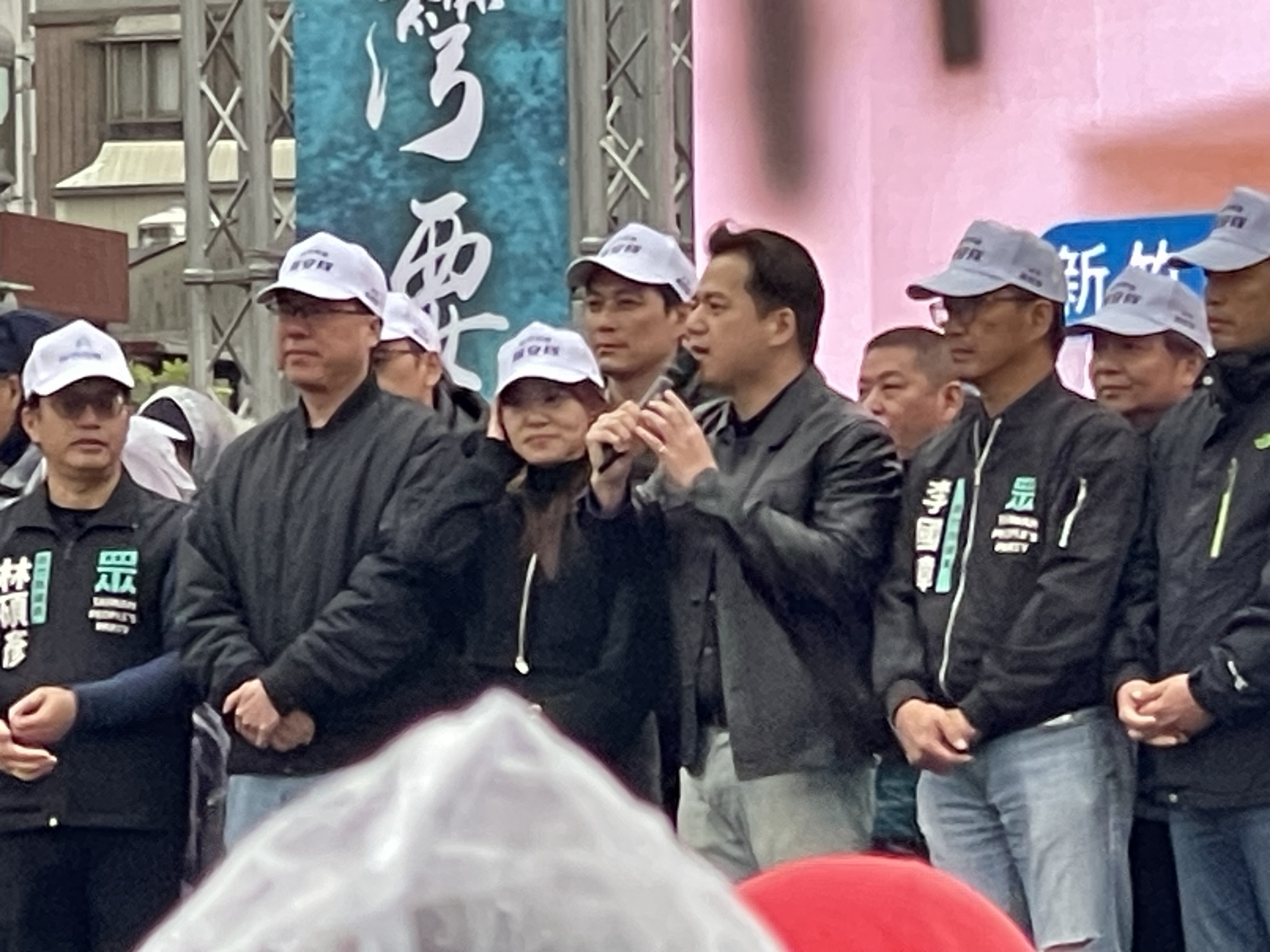
2025年3月30日人民要當家新竹場上台的吳達偉（左四）、邱臣遠代理市長、李國璋議員、林碩彥議員、施淑婷等人。

## 早年
吳達偉大學時期熱衷於批踢踢論壇，以「找出各大專院校美女」之專長而聞名於台灣網路圈，曾於2004、2006與2010年三度獲選為批踢踢最紅風雲人物榜冠軍。網路用詞「神一下」與「太神啦」起源於他多年來於網路尋找美女之行為。2008年，吳達偉開始接觸網路行銷與公關領域；2016年，與妻子投入創業公司經營。曾於《商業周刊》撰寫專欄三年，持續關注科技、經濟與社會議題。

## 政治參與
2019年，吳達偉代表台灣民眾黨投入新北市第七選區（板橋東區）立法委員選舉，最終落選。
原為民進黨預備黨員，但因代表台灣民眾黨參選立委，在2020年3月被民進黨開除黨籍。
2020年12月12日，當選台灣民眾黨第一屆黨代表。
2021年1月10日，當選民眾黨第二屆中常委 。
2023年1月，由於以民眾黨黨員身份參選新北市議員而被中國國民黨開除黨籍。
2023年10月28日，表態支持國民黨籍立委候選人葉元之參選新北市板橋東區立委，支持地方藍白合作。
2024年3月9日，受新北市議會國民黨團書記長陳偉杰延攬擔任書記長個人特助，提供市政議題諮詢，開網路社群課程協助國民黨籍議員強化社群互動能力。
2024年12月9日，受新竹市邱臣遠代理市長的邀請，擔任新竹市政府勞工及青年處處長 。

## 選舉紀錄
| 年度 | 選舉屆數             | 選舉區           | 所屬政黨   | 得票數 | 得票率 | 當選標記 | 備註 |
| ---- | -------------------- | ---------------- | ---------- | ------ | ------ | -------- | ---- |
| 2020 | 第十屆立法委員選舉   | 新北市第七選舉區 | 臺灣民眾黨 | 20,579 | 11.67% |          |      |
| 2022 | 第四屆新北市議員選舉 | 新北市第五選舉區 | 臺灣民眾黨 | 10,588 | 4.13%  |          |      |

## 個人生活
吳達偉目前居住於新北市板橋區，育有一對兒女。

## 外部連結
- Z9的Facebook專頁（页面存档备份，存于）
- Z9的商周專欄（页面存档备份，存于）